# ببخشید دیر کردم (آلبوم می مولر)
ببخشید دیر کردم (انگلیسی: Sorry I'm Late) نخستین آلبوم استودیویی آتی می مولر، خواننده و ترانه‌سرای انگلیسی است. این آلبوم در ۱۵ سپتامبر ۲۰۲۳ از طریق موسیقی یونیورسال و کپیتال رکوردز انتشار پیدا کرد.

## زمینه و انتشار
مولر به انتشار نخستین آلبوم خود از طریق صفحات رسانه‌های اجتماعی خود اشاره می‌کند. بعد از آن در تاریخ ۲۵ مه ۲۰۲۳، او گزارش می‌دهد که قرار است موزیک (ببخشید دیر کردم) در تاریخ ۱۵ سپتامبر ۲۰۲۳ منتشر شود، در حالی که هنر جلد و لیست آهنگ در همان روز گزارش آلبوم آشکار می‌گردد. بعد از آن آلبوم به شکل فشرده انتشار پیدا می‌کند. بعدها دیسک، کاست، وینیل، و از طریق سیستم عامل‌های موسیقی دیجیتال. بسته‌های گوناگونی در وب سایت او در دسترس قرار می‌گیرد.